# Bažantnice v Satalicích
Přírodní památka Bažantnice v Satalicích je rozsáhlé zalesněné území těsně sousedící se zástavbou Satalic. Za její severovýchodní hranicí se rozkládá přírodní rezervace Vinořský park, se kterou je spojená naučnou stezkou Vinořský park – Satalická bažantnice. Tato lokalita byla osídlena už od neolitu a současný lesní porost byl vysazen na orné půdě až v 18. století. V současné době přírodní památka představuje lužní les suššího typu.
Území je chráněno od 23. dubna 1951, a je nejstarším chráněným územím nacházejícím se na území hlavního města Praha. Tato lokalita je poměrně zajímavá z entomologického a ornitologického hlediska, protože na tomto území je větší podíl odumřelého dřeva, které je dobrým stanovištěm pro hmyz a ptactvo. Kvůli tomu, že porost byl vysazen uměle a nachází se v těsné blízkosti intenzivně obhospodařovaných polí, není tato lokalita atraktivní z botanického hlediska. Ochranné opatření se provádí tak, aby tento porost byl využitelný pro rekreační účely. Na území přírodní památky se nachází několik památných stromů.

## Lokalita
PP Bažantnice v Satalicích se nachází v katastrálním území obce Satalice, na severním okraji Prahy. Území má výměru 15,89 ha a leží a leží v nadmořské výšce 265 až 275 metrů nad mořem. Přírodní památka je z jižní strany vymezena ulicemi Za Kapličkou a K Radonicům, ze západní strany je ohraničena ulicí Vinořská. Na severovýchodní straně chráněné území hraničí s lesním porostem podobného druhového složení, který nepatří do přírodní památky. Severní a severozápadní část přírodní památky hraničí s hospodářským polem, které je v severní části rozděleno alejí vedoucí do Vinořského parku.
Chráněné území je součástí rovinatého terénu Pražské plošiny. Bažantnice v Satalicích leží v pramenné oblasti přítoku Vinořského potoka, ale v současné době chráněným územím neprochází žádný vodní tok a území je trvale bez záplav. Okolní krajina je významně ovlivněna člověkem, a je složena z intenzivně využívaných zemědělských ploch a obecních pozemků. Od výstavby je přírodní památka ohraničena zdí, křovinným lemem a živým plotem, od hospodářské krajiny je oddělena keřovou clonou a plotem.

## Historie
Území Satalic patří k oblasti, která byla osídlena již od neolitu. A člověk tuto krajinu od pradávna významně ovlivnil. Lesní porosty v tomto území byly velmi časně přeměněny v úrodnou ornou půdu.
Protože přírodní památka se nachází v pramenné oblasti Vinořského potoka, v minulosti byl terén mnohem vlhčí. Patrně se vodní režim krajiny změnil kvůli svedení pramenišť do kanalizace. Pamětníci tvrdí, že ještě v první polovině 20. století se tam po srážkách místy držela voda. V lese se zachovaly zbytky vodních příkopů s mostky, které pravděpodobně patřily do selské drenáže.
Bažantnice vznikla v letech 1750–1786, kdy byl majitelem vinořského panství hrabě Prokop Černín. Protože tehdy na tomto území pravděpodobně převažovaly jenom polní kultury, jednalo se o zalesnění nelesních pozemků. Již první vojenské mapování zaznamenalo na periferii Satalic lesní plochu, podobnou dnešnímu chráněnému území. Bažantnice byla vybudována ve francouzském stylu.
Mezi známé lovecké hosty patřil arcivévoda František Ferdinand d'Este a arcivévoda Karel, který se později stal posledním císařem z dynastie Habsburků.
V první polovině dvacátého století byl lesní porost poměrně řídce zakmeněn, převážnou většinou stromů byly staré duby. Na území Bažantnic byla louka určena pro sezónní zábavní podniky. Už v té době byl starý lesní porost dobrým stanovištěm pro ptactvo. V roce 1945 tuto lokalitu zasáhlo bombardování, které poškodilo část porostu. V roce 1951 byla Bažantnice v Satalicích vyhlášena za státní přírodní rezervaci podle původního vyhlášení „k ochraně porostu, ptactva a drobného živočišstva“. V druhé polovině dvacátého století se několikrát provádělo obnovení porostů pomocí nahodilé těžby a těžby, která si vyžádá přirozenou obnovu. Také se v této lokalitě prováděla umělá obnova stromy původními pro tuto lokalitu.  Nemalý důraz byl kladen na ponechání podílu suchých a odumřelých stromů pro hnízdění ptáků a jako útočiště pro hmyz. Hlavním cílem těchto úprav bylo vytvoření lesního porostu parkovitého charakteru, využitelného pro rekreační účely. 

## Přírodní poměry

### Geologie, pedologie a klima
Toto území je tvořeno hlubokými sprašovými půdami typu hnědozemí a zhnědlých černozemí. Pod půdním pokryvem jsou horniny svrchní křídy, zejména cenomanské pískovce.
Protože se přírodní památka nachází na území hlavního města Prahy, má skoro stejné podnebí jako okolní město. Přírodní památka se nachází v mírně teplé, mírně suché podoblasti. Průměrná roční teplota se pohybuje okolo 8,4 °C. Průměrné roční srážky dosahují hodnoty 528 mm. Teplotní i srážkové maximum je v červenci – průměrná teplota je v tomto měsíci 18 °C a měsíční množství srážek je 75 mm. 

### Flora
Vegetace přírodní památky Bažantnice v Satalicích je významně ovlivněna splachy živin z okolních polí, a to se projevuje synantropizací a zvětšeným podílem nitrofilních druhů. Tato lokalita je tvořena sprašovými půdami typu hnědozemí a zhnědlých černozemí. Také flora je ovlivněná větší vlhkostí půdy.
Stromové patro je složeno ze starých exemplářů dubů (Quercus sp.), lip (Tilia sp.), javorů (Acer sp.), buku lesního (Fagus sylvatica) a jasanu ztepilého (Fraxinus excelsior), které postupně dožívají. Tyto stromy jsou rovnoměrně roztroušené v celém porostu, což pravděpodobně znamená, že takto byly vysazeny. V porostu probíhá přirozená obnova stínomilných stromů: javoru klenu (Acer pseudoplatanus), javoru mléče (Acer platanoides), jasanu, ale zmlazení dubů, jež jsou světlomilnými stromy, skoro neprobíhá.

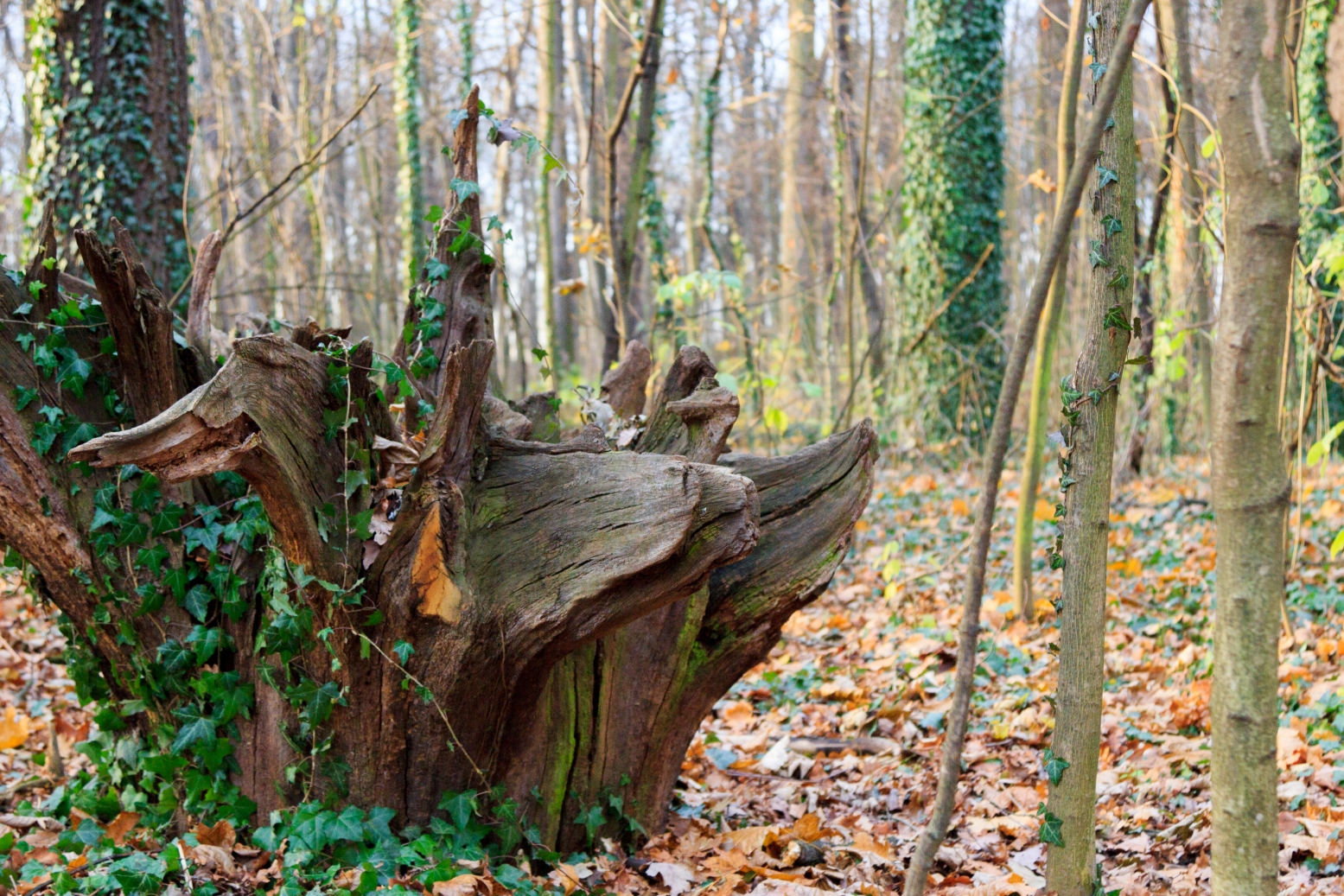
Porost břečťanu na pařezu

Keřové patro je složeno z břečťanu (Hedera helix), bezu černého (Sambucus nigra), srstky angreštu, (Ribes uva-crispa), střemchy (Prunus padus), zimolezu obecného (Lonicera xylosteum), svídy (Cornus sanguinea), třešeně ptačí (Prunus avium), brslenu (Euonymus europaea), lísky (Corylus avellana), a jiných keřů. Navíc do keřového patra patří mladé exempláře javoru klenu, jasanu, javoru mléče, dubu letního (Quercus robur), méně buku, a některých jiných stromů. V tomto patře převládají srstka angrešt, kterou myslivci vysazovali jako kryt pro bažanty, bez černý, který se dohromady se srstkou dobře zmlazuje, a mladé javory.
Kvůli tomu, že lesní porost byl uměle vysazen člověkem, je zastoupení bylin relativně chudé a v současném porostu chybí typické lesní druhy. Většina bylinného patra je tvořena nitrofilními druhy. Mezi nejrozšířenější byliny patří netýkavka malokvětá (Impatiens parviflora), čistec lesní (Stachys sylvatica), čarovník pařížský (Circaea lutetiana), zvonek kopřivolistý (Campanula trachelium), bršlice kozí noha (Aegopodium podagraria), válečka lesní (Brachypodium sylvaticum), kerblík lesní (Anthriscus sylvestris) a další. Jarní května je tvořena violkou divotvárnou (Viola mirabilis), violkou lesní (Viola reichenbachiana), sněženkou podsněžníkem (Galanthus nivalis), křivatcem žlutým (Gagea lutea), křivatcem lučním (Gagea pratensis), křivatcem nejmenším (Gagea minima), sasankou hajní (Anemone nemorosa), pitulníkem žlutým (Galeobdolon luteum) a dalšími rostlinami.
Díky velkému množství rozkládající se dřevní hmoty, je tato lokalita bohatá dřevní mykoflórou, například outkovka rumělková (Pycnoporus cinnabarinus) a outkovka francouzská (Trametes gallica), a také vzácná lesklokorka Pfeifferova (Ganoderma pfeifferi).

### Fauna

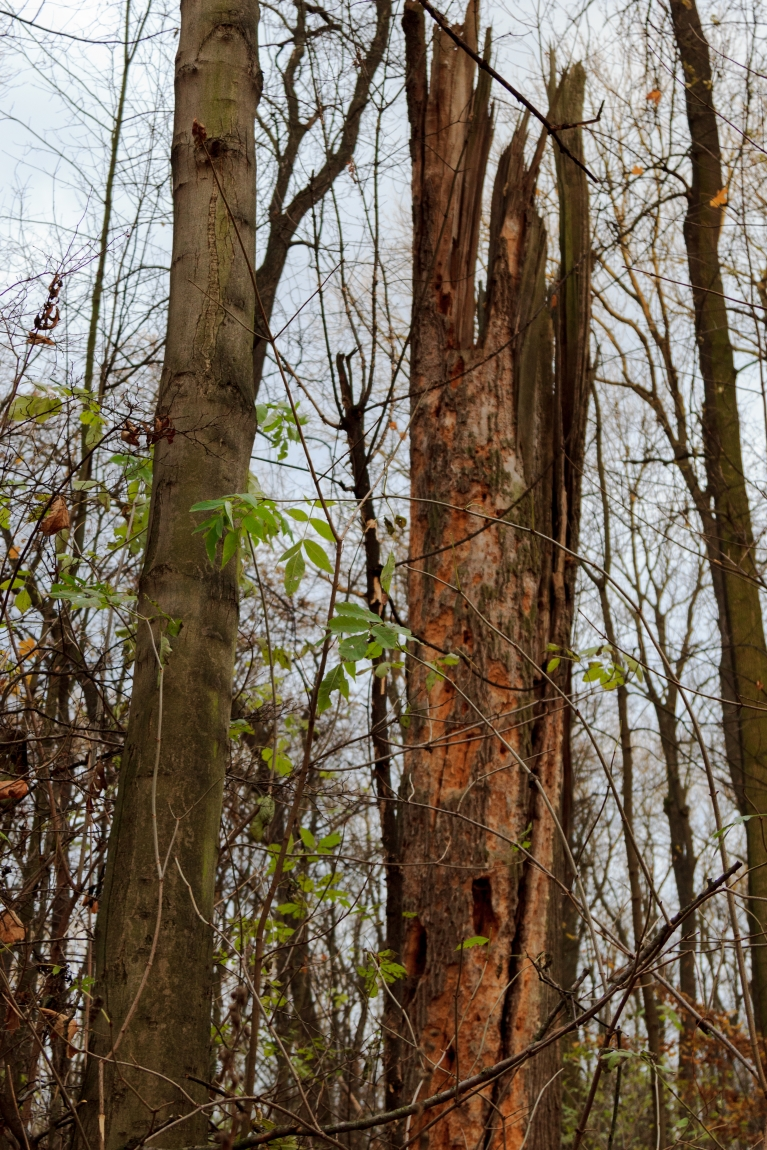
Odumřelé stromy jsou stanovišti pro mnoho druhů hmyzu a ptáků

Na území přírodní památky se vyskytují brouci pralesního charakteru, kteří pro svůj život potřebují staré stromy, například kovařík Ludius ferrugineus, někteří nosatcovití, velké množství vzácných střevlíkovitých a jiných brouků. Z entomologického hlediska je tato lokalita srovnatelná s pralesními rezervacemi typu Boubína. Na území přírodní památky se vyskytuje 10 druhů zákonem chráněných brouků a 20 druhů brouků uvedených v Červeném seznamu České republiky. Dále se v tomto území vyskytují druhy mravenců vázané na staré stromy a na vlhké biotopy (např. Quedius brevicollis, Q. maurus). Na území Satalických bažantnic bylo zadokumentováno 248 druhů motýlů včetně několika vzácných.
Na území přírodní památky se vyskytují některé druhy plazů a obojživelníků, například ropucha obecná (Bufo bufo), ropucha zelená (Bufo viridis), skokan skřehotavý (Rana ridibunda), skokan hnědý (Rana temporaria), ještěrka obecná (Lacerta agilis), užovka obojková (Natrix natrix) a slepýš křehký (Anguis fragilis). 
Díky většímu výskytu doupných a odumřelých stromů je tato lokalita významná z ornitologického hlediska, protože je tady zvýšený výskyt ptáků hnízdících v dutinách, jako je například puštík obecný (Strix aluco), sýkora koňadra (Parus major), strakapoud velký (Dendrocopos major), špaček obecný (Sturnus vulgaris), datel černý (Dryocopus martius). Celkem toto území obsahuje 9 zvláště chráněných druhů ptáků a 5 druhů ptáků zařazených do aktuálního červeného seznamu ČR. Na území přírodní památky je hojný výskyt některých pěvců, jako je například pěnkava obecná (Fringilla coelebs), dlask obecný (Coccothraustes coccothraustes) a slavík obecný (Luscinia megarhynchos).
Mezi savce přírodní památky Bažantnice v Satalicích patří rejsek obecný (Sorez araneus) a ježek západní (Erinaceus europaeus), norník rudý (Clethrionomys glareolus), hraboš polní (Microtus arvalis), myšice lesní (Apodemus flavicollis), myš domácí (Mus musculus), myšice křovinná (Apodemus sylvaticus) a bělozubka šedá (Crocidura suaveolens).

## Ochrana přírody
Hlavním předmětem ochrany je zachování lužního lesa, se všemi jeho charakteristikami – hlavně s velkým množstvím odumírajících stromů a mrtvého dřeva jako biotopů hmyzu a ptactva. Za účelem udržování biodiverzity hmyzu a menších savců na území přírodní památky bylo vybudováno broukoviště.

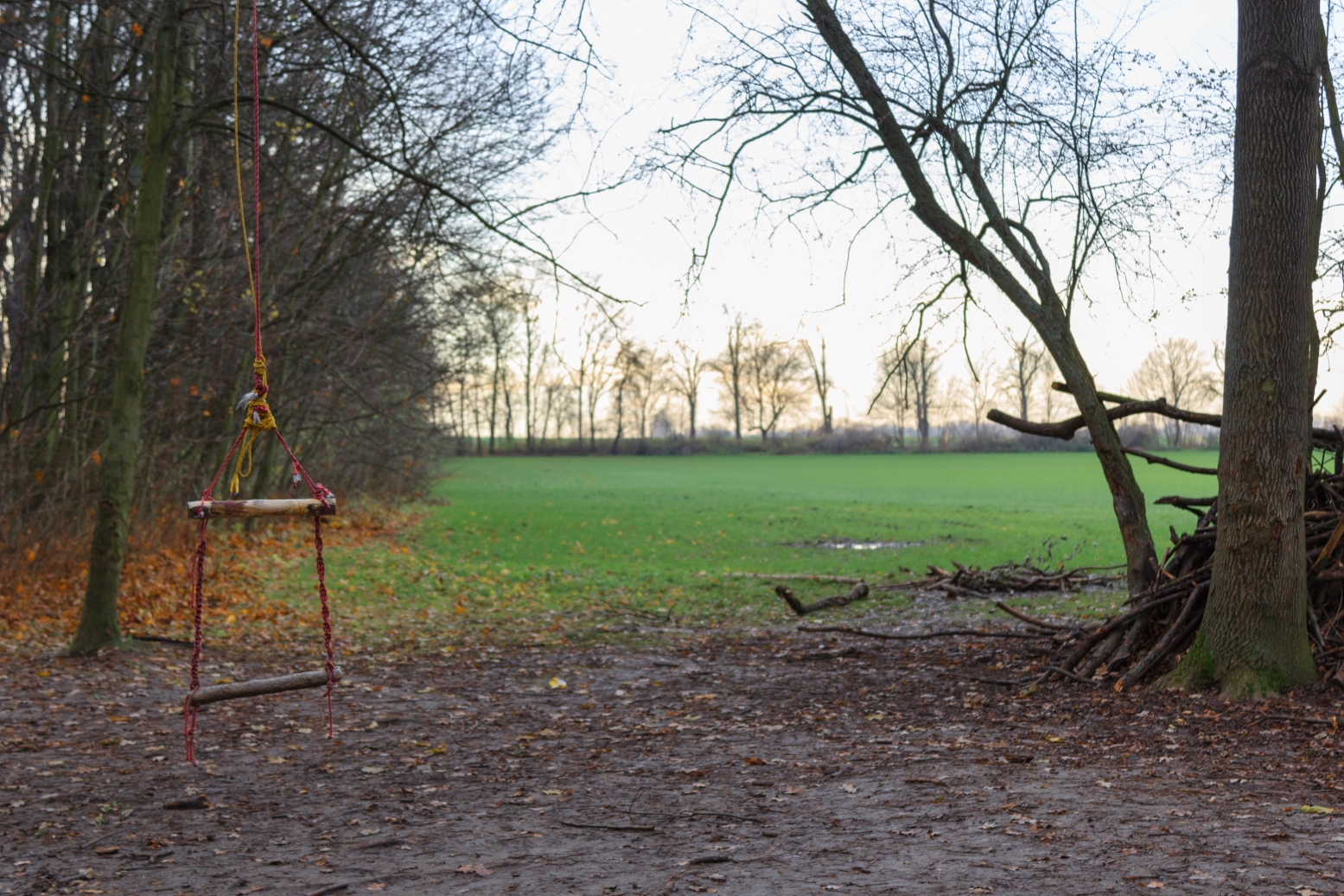
Zemědělsky využívané pole v ochranném pásmu PP Bažantnice v Satalicích

Podle planu péče je třeba se zaměřit na sanace nebezpečných starých stromů podél cest. Provádět zmlazení dubu, buku a vysazovat habry. Také je nutné udržovat podmínky pro přirozenou obnovu jasanu a vytvářet strukturně heterogenní porost různého stáří. Pro zvýšení heterogenity porostu byly v roce 2007 prováděny pásové těžební zásahy, které se projevily zvýšením jak rostlinné, tak i ornitologické biodiverzity. Důležitou součástí ochrany je také podpora výškové rozmanitosti stanovišť pro ptactvo zachováním složité patrovitosti dřevin a udržováním ptačích budek v dobrém stavu. 
Přírodní památka je součástí rekreačního zázemí a v současné době toto využití krajiny nemá zásadní negativní vliv. Ale je třeba zachovat současnou síť cest uvnitř bažantnice a tím vyloučit zbytečné rušení ptactva a zajistit uchování stejné plochy lesních pozemků.
Negativním rysem z ochranářského hlediska je to, že součástí ochranného pásma jsou zemědělské pozemky, které mohou významně obohacovat půdu o živiny, a tím zvyšovat míru eutrofizace lesa. Také tuto lokalitu ovlivňuje intenzivně obhospodařovaná okolní krajina. Kromě toho značné procento dubů je napadeno tracheomykózou, což může být způsobeno imisemi z města.

## Turismus

### Naučná stezka

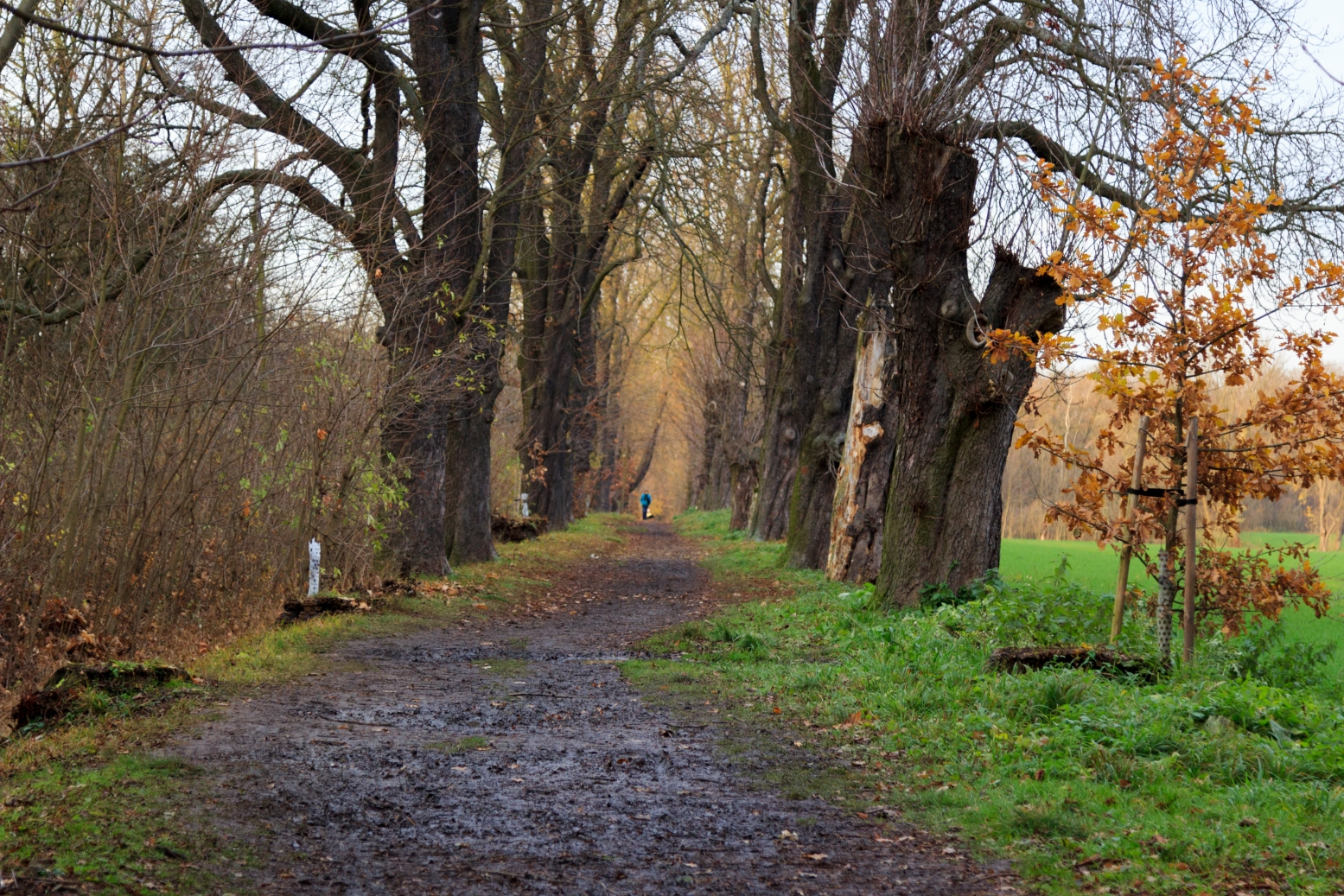
Alej mezi Vinořským parkem a Satalickou bažantnicí

V Satalické bažantnici končí naučná stezka Vinořský park – Satalická bažantnice, která obsahuje celkem 9 zastávek vybavených informačními tabulemi a „environmentálními atrakcemi“. Tato stezka začíná na zastávce MHD Vinořský hřbitov, prochází Vinořským parkem, pokračuje v aleji, která spojuje Vinořský park a Satalickou bažantnici, předposlední zastávka se nachází na území Satalické bažantnice a poslední zastávka je u východu ze Satalické Bažantnice. V nevelké vzdálenosti od východu je autobusová zastávka Satalická obora. Trasa většinou vede souběžně se žlutou turistickou značkou 6107 až na výjimku jedné slepé odbočky po červené značce 0003. Délka této naučné stezky je cca 3,5 km. Naučná stezka byla slavnostně otevřena 7. listopadu 2008.

### Památné stromy

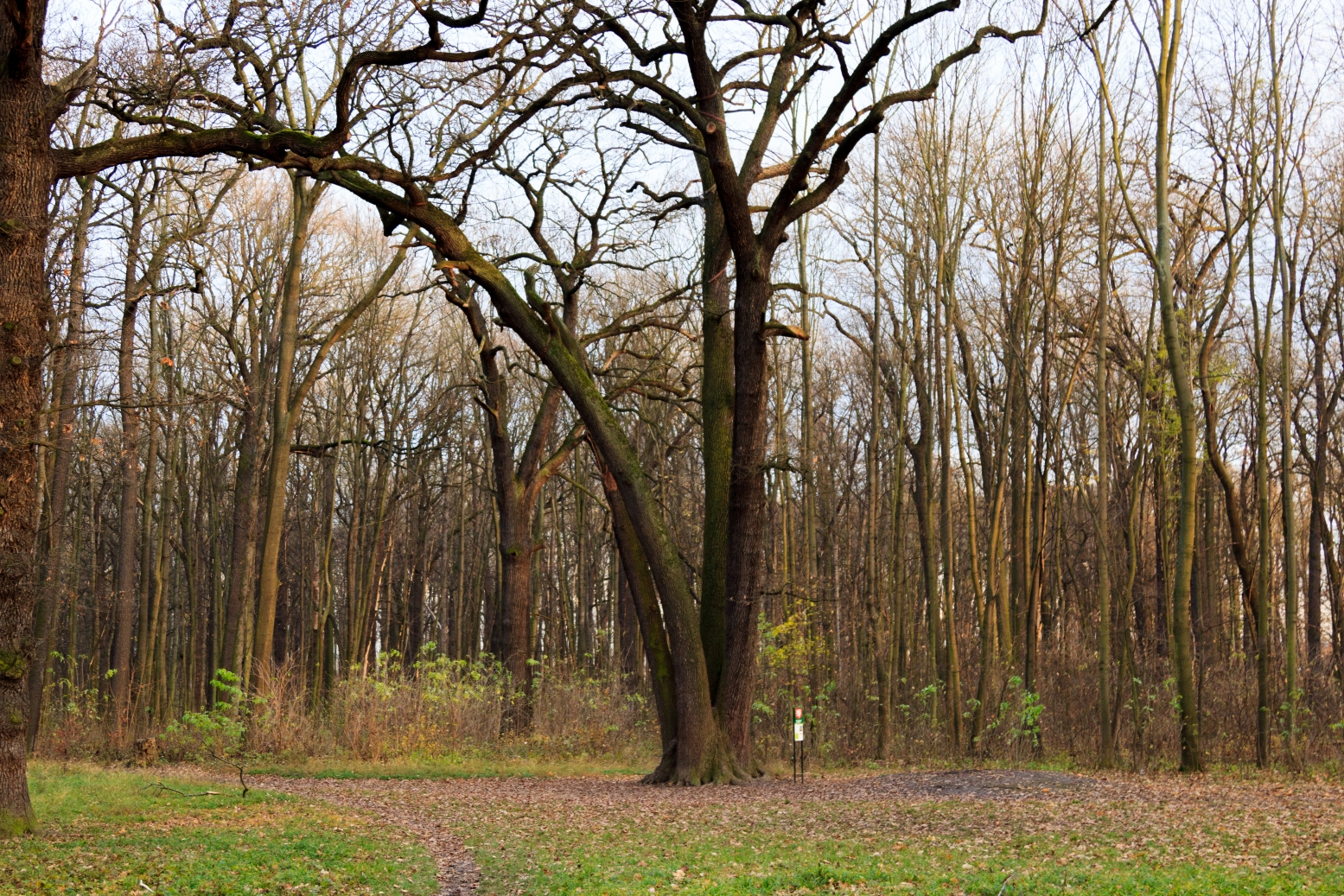
Dub letní, největší památný strom

Na centrálním palouku rostou tři duby letní, které jsou vyhlášeny za památné. Největším stromem je dub, který je samostatně vyhlášen za památný, je to mohutný čtyřkmen s obvodem kmene 675 cm a odhadovaným věkem kolem 230 let. Ostatní dva duby jsou vyhlášeny za skupinu památných stromů, jejich obvody jsou značně menší (495 cm, 325 cm), a předpokládaný věk je 200 let.
Kromě toho vedle jednoho z východů rostou čtyři lípy, zdobící kapli sv. Anny, které jsou rovněž nejstaršími a nejmohutnějšími lipami v hlavním městě. Jejich odhadované stáří je 215 let, a obvody kmene jsou v rozmezí 300–560 cm.